# Kinga Baranowska

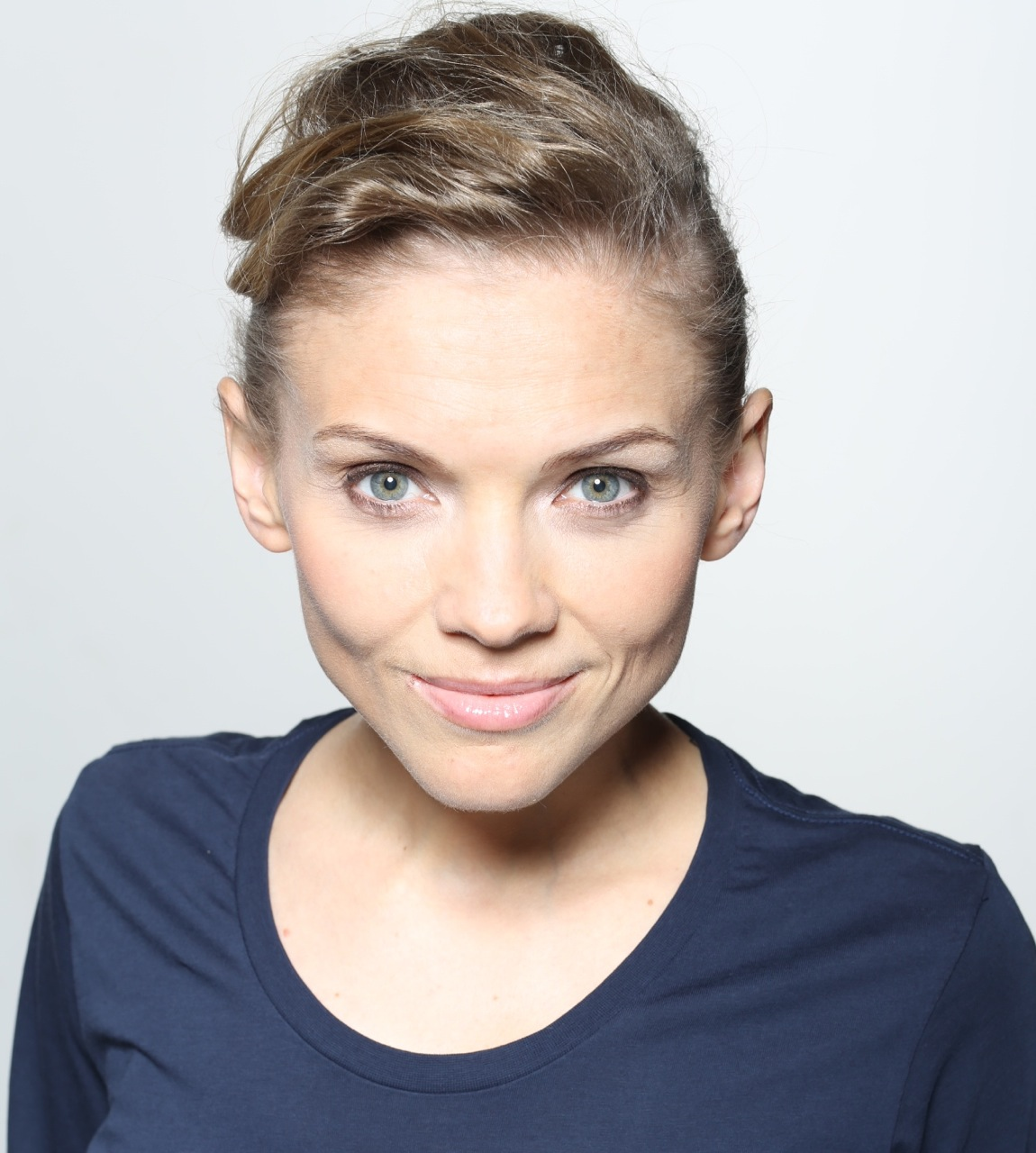
Kinga Baranowska, 2016

Kinga Baranowska (* 17. November 1975) ist eine polnische Extrembergsteigerin. Sie hat bis zum Juli 2015 neun der 14 Achttausender bestiegen.
Im Jahr 2003 erreichte sie mit dem Cho Oyu ihren ersten Gipfel über 8000 m. Drei Jahre später konnte sie mit dem Broad Peak einen weiteren Achttausender besteigen. 2007 stand sie zunächst auf dem Gipfel des Mount McKinley, bevor sie den Nanga Parbat besteigen konnte. Im folgenden Jahr erreichte sie den Gipfel des Dhaulagiri und des Manaslu. Im Jahr 2009 folgte die Besteigung des Kangchendzönga. Sie widmete diesen Erfolg der am Kangchendzönga verschollenen Wanda Rutkiewicz. Damit sind alle Achttausender von polnischen Frauen bestiegen worden.
Nach einem Versuch am Shisha Pangma im Herbst 2009 bestieg sie im April 2010 die Annapurna. Als achten Achttausender konnte sie im Mai 2012 den Lhotse besteigen, im Juli 2015 erreichte sie den Gipfel des Gasherbrum II.